# 수영복의 역사

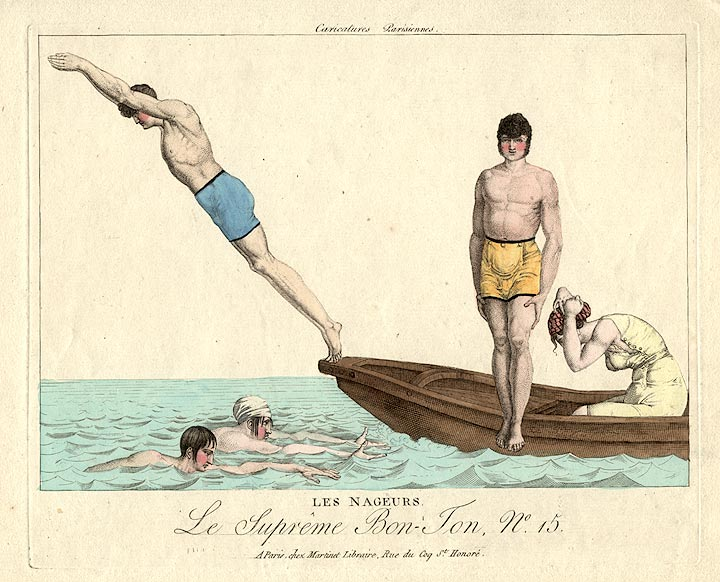
1810년경부터 1815년까지 프랑스의 풍자 잡지 《르 쉬프렘 봉 통》(Le Suprême Bon Ton)에 묘사된 수영 선수들.

수영복의 역사는 시간이 지남에 따라 그리고 문화 간에 남성과 여성의 수영복 스타일 변화를 추적하며 수영복과 수영복에 대한 사회적, 종교적, 법적 태도를 다루고 있다.
고전 고대와 대부분의 문화권에서는 수영을 나체로 하거나 수영 선수가 속옷만 벗기곤 했다. 르네상스 시대에는 수영을 강력히 권장하지 않았고 18세기에는 수영이 도덕성이 의심스러운 것으로 간주되어 건강상의 이유로 정당화되어야 했다. 빅토리아 시대에는 수영복이 당시에 착용하던 겉옷 스타일을 띠고 있었는데 특히 여성용 드레스 스타일의 수영복의 경우 물 속에서 번거롭고 위험하기까지 했다. 20세기 초반부터 수영은 합법적인 여가 활동 또는 취미로 여겨지기 시작했고 수영을 위해 특별히 제작된 의류가 일반화되었다. 그 이후로 여성용 수영복은 점점 더 헐렁해지고 체형에 맞게 변했으며 첨단 소재의 사용이 보편화되었다.

## 고전 시대
고전 고대에는 수영과 목욕이 나체로 이루어졌다. 고대 로마 시대의 벽화에는 여성들이 가슴과 엉덩이 주변을 덮는 투피스 옷을 입고 운동하는 모습이 그려져 있는데 이는 오늘날의 비키니와 놀라울 정도로 유사한 편이다. 그러나 수영에 사용되었다는 증거는 없다. 수영을 소재로 한 모든 고대 시대의 그림에는 누드 수영 선수들이 등장한다.
다양한 문화적 전통에서 몇몇 남성들은 나체가 아니더라도 육지에서 흔히 입는 옷이나 속옷과 같이 적절한 소재로 만든 옷을 입고 수영을 했다. 일본의 남성들이 입던 속옷인 훈도시와 같이 생긴 로인클로스가 이에 해당한다.

## 중세 시대
중세 시대에는 실내 목욕탕과 야외에서 목욕이 다시 부활했으며 여전히 대부분 옷을 입지 않았다. 현대의 삽화는 남성과 여성이 함께 나체로 목욕하거나 사타구니에 천을 감싼 채로 목욕하는 모습을 묘사하고 있다. 중세 말기에는 목욕 복장에 더 많은 제약이 가해졌다. 르네상스 시대에 기독교권 서양에서는 수영과 야외 목욕이 권장되지 않았기 때문에 수영복은 거의 필요하지 않았다.

## 17세기
여성의 목욕 의상은 영국 바스와 다른 스파에서 입던 의상에서 유래되었다. 1670년대까지만 해도 스파에서는 여성들이 나체로 목욕하는 것이 일반적이었는데 그 이후에는 여성이 목욕 의상을 입은 채로 목욕한 것으로 보인다. 셀리아 파인즈는 1687년에 표준 여성 목욕 의상에 대해 다음과 같이 설명했다.
숙녀들은 고운 노란색 무명으로 만든 옷을 입고 목욕탕에 들어간다. 옷은 단단하고 큰 소매로 만들어졌고 파슨스 가운처럼 생겼다. 물은 당신의 모양이 보이지 않도록 물을 채우고 다른 안감처럼 가까이 붙지 않는다. 그 안감은 자신의 안감을 입는 가난한 사람들에게는 슬프게 보인다. 신사들은 같은 종류의 무명으로 만든 속바지와 버려진 코트를 갖고 있다. 이것이 가장 좋은 안감인데 왜냐하면 목욕물이 다른 노란색으로 변하기 때문이다.

## 18세기
18세기에 등장한 목욕 가운은 양모나 플란넬로 만든 헐렁한 발목 길이의 풀 슬리브 슈미즈 타입 드레스였기 때문에 겸손함이나 품위가 위협받지 않았다.
영국에서는 19세기 중반까지 누드 수영을 금지하는 법이 없었고 각 마을은 자유롭게 자신만의 법을 만들 수 있었다. 예를 들어 1737년에 영국 바스 지방 자치체에서 제정한 남성을 위한 공식 목욕 복장 규정은 다음과 같았다.
이 지방 자치체는 앞으로 10세가 넘은 남성이 이 도시 안에 위치한 모든 목욕탕에서 낮이나 밤을 불문하고 속옷 한 벌과 조끼를 입지 않고는 들어갈 수 없음을 명령하고 선포한다.:50

강, 호수, 개울, 바다에서는 남자들이 나체로 수영했는데 그곳에서는 그러한 관행이 흔했다. 나체로 수영을 하지 않는 사람들은 속옷까지 벗은 채로 수영을 했다. 1737년에 영국 바스 지방 자치체에서 제정한 여성을 위한 공식 목욕 복장 규정은 다음과 같았다.
이 도시에 있는 여성은 앞으로 낮이든 밤이든 적절한 속옷을 입지 않고는 목욕탕에 들어갈 수 없다.

1771년에 출판된 《험프리 클링커 탐험대》(The Expedition of Humphry Clinker)에서 여성의 목욕 의상에 대한 설명은 100년 전 셀리아 파인즈의 설명과 다르게 나와 있다.
여성들은 갈색 린넨으로 만든 재킷과 속치마를 입고 모자를 쓰고 손수건을 고정해서 얼굴의 땀을 닦아낸다. 하지만 실제로는 주변을 둘러싸고 있는 증기, 물의 열, 옷의 특성, 아니면 이 모든 이유들 때문인지 그들은 너무 붉어 보이고 무섭게 보여서 나는 항상 눈을 다른 쪽으로 돌린다.

## 19세기

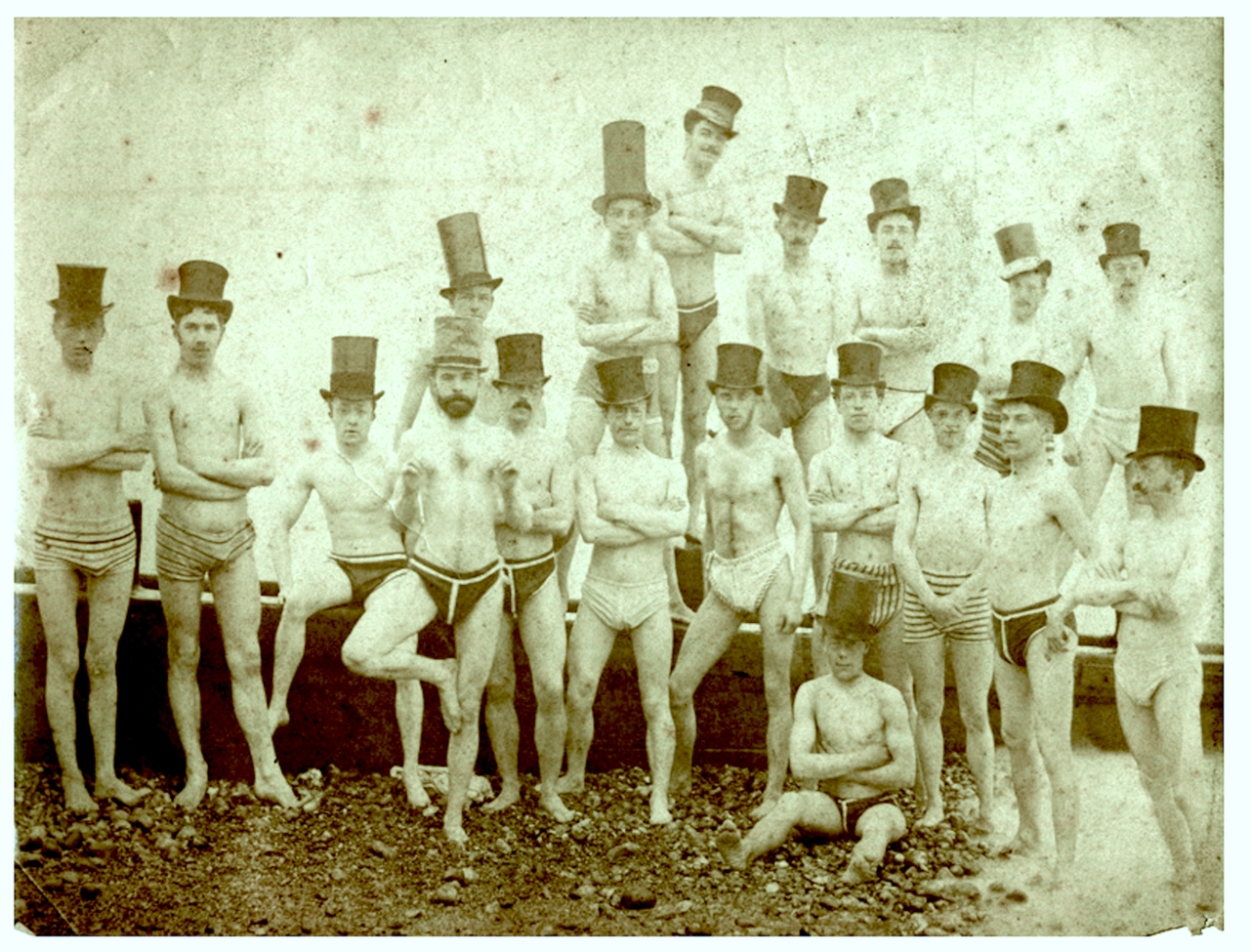
모자와 수영복 차림을 한 브라이턴 수영 클럽 회원들의 모습을 촬영한 1863년 사진.

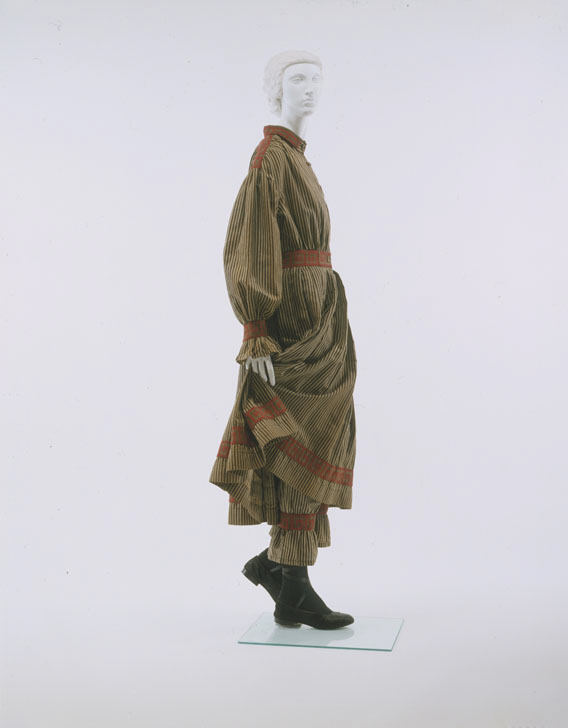
1870년대 미국 여성용 수영복, 양모와 팔, 다리를 덮는 소재로 제작되었다.

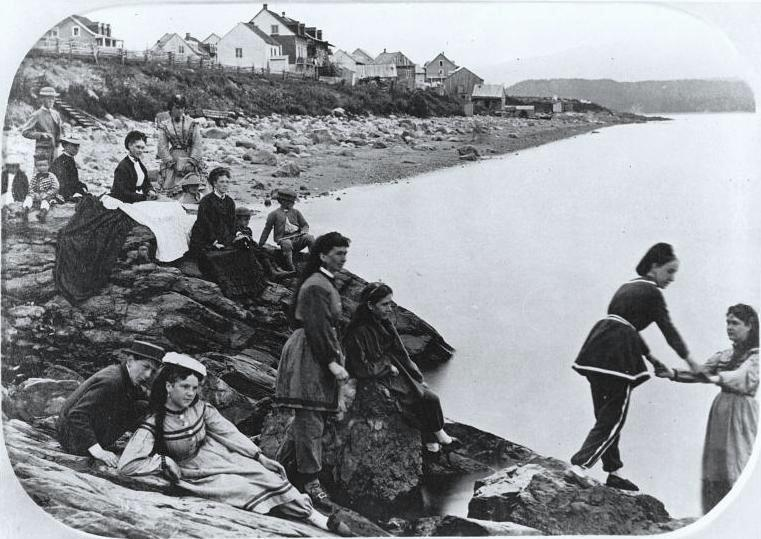
목욕을 하는 여성들을 촬영한 1870년경 사진.

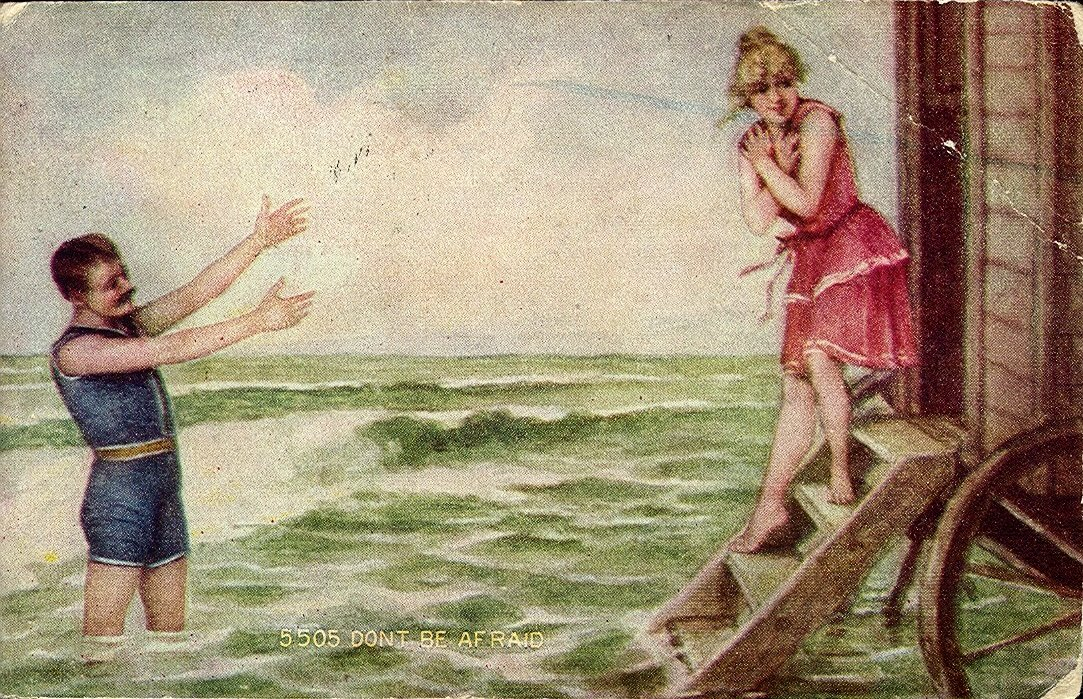
수영복을 입은 남녀를 묘사한 1910년경 삽화. 삽화 속의 여자는 목욕 기계에서 나오고 있다.

1860년에 영국에서는 남성이 나체로 수영을 하는 영국식 관행이 금지되었다. 복서 쇼츠는 1860년대에 사용되기 시작했다. 그 당시에도 많은 사람들이 이에 항의하며 나체로 남기를 원했다. 프랜시스 킬버트는 1870년대에 남성용 수영복이 사용되기 시작한 것을 "매우 짧은 빨간색과 하얀색 줄무늬 복서 쇼츠"라고 묘사했다.
19세기 전반기에는 무릎 길이로 짧아진 상의, 재단사가 발목 길이까지 내려가도록 설계한 하의로 구성된 목욕 가운이 등장했다. 19세기 후반에 프랑스에서는 목욕 가운의 소매가 사라지기 시작했고 하의는 무릎까지만 내려오는 길이로 짧아졌으며 상의가 엉덩이까지 오는 길이가 되었고 상하의 모두 보다 몸에 밀착되었다.
퍼넬러피 버드는 스몰렛의 묘사가 정확하지 않을 수 있다고 지적했다. 그는 대부분의 사람들이 묘사하는 한 조각의 이동이나 스모크가 아닌 투피스 의상을 현대 판화에 묘사하고 있기 때문이었다. 그러나 그의 묘사는 1811년에 램스게이트에서 엘리자베스 그랜트가 가이드의 의상을 묘사한 것과 일치한다. 유일한 차이점은 의상이 만들어진 원단에 있다는 점이다. 그러나 플란넬은 많은 사람들이 차가운 물에서 따뜻한 원단이 필요하다고 믿었기 때문에 해수욕 의상에 흔히 사용되는 원단이었다.
서양에서는 19세기에 여성들이 물 속에서 목욕 가운을 입었다. 이것들은 양모나 플란넬로 만든 헐렁한 발목 길이의 전체 소매 슈미즈 타입 드레스로 겸손함이나 품위가 위협받지 않도록 했다. 물에 젖어도 투명해지지 않는 긴 천 드레스에 무게추를 꿰매어 물 속에서 떠오르지 않도록 했다. 긴 소매와 다리가 긴 속옷과 비슷한 다소 폼에 맞는 울 의류인 남성용 수영복이 개발되어 한 세기 동안 거의 변하지 않았다.
19세기에는 어깨부터 무릎까지 내려오는 가운과 발목까지 내려오는 레깅스가 있는 바지 세트로 구성된 여성용 더블 슈트가 흔했다. 19세기 전반기에는 무릎 길이까지 내려간 상의, 제단사가 발목 길이까지 내려가도록 설계한 하의로 구성된 목욕 가운이 등장했다. 19세기 후반에 프랑스에서는 목욕 가운의 소매가 사라지기 시작했고 하의는 무릎까지만 내려오는 길이로 짧아졌으며 상의가 엉덩이까지 오는 길이가 되어 상하의 모두 보다 잘 어울리게 되었다. 1900년대 여성들은 해변에서 최대 8.2m짜리 천으로 만든 양모 드레스를 입었다.
빅토리아 시대에는 서구 문화권이 어느 정도의 나체를 경멸했고 사람들은 해변에서 가슴이 없는 남성 수영 선수들조차도 자신을 가리기 위해 많은 노력을 기울였다. 인기 있는 해변 리조트에는 수영복을 입은 사람들, 특히 이성에게 노출되지 않도록 설계된 목욕 기계가 일반적으로 설치되어 있었다.
미국에서는 1880년대부터 목욕 의상을 입은 여성들의 미인 대회가 인기를 끌었다. 그러나 이러한 행사는 존중받지 못했다. 미인 대회는 1921년에 열린 최초의 현대 "미스 아메리카" 콘테스트로 더욱 존중받게 되었지만 덜 존중받는 미인 대회는 계속 열렸다.

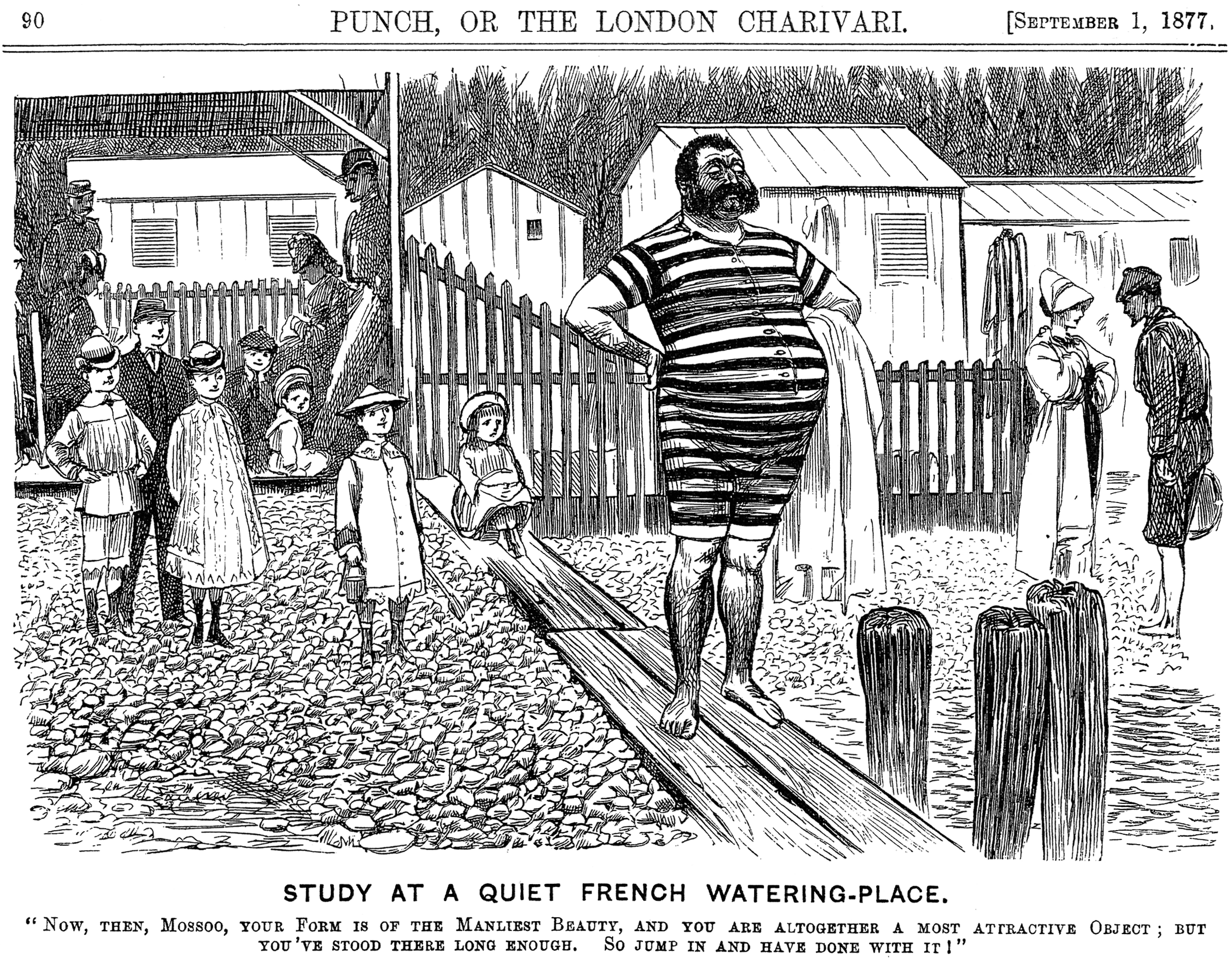
남성용 및 아동용 수영복 전시를 묘사한 조르주 뒤 모리에(George du Maurier)의 만화. 1877년 잡지 《펀치》에 등장했다.
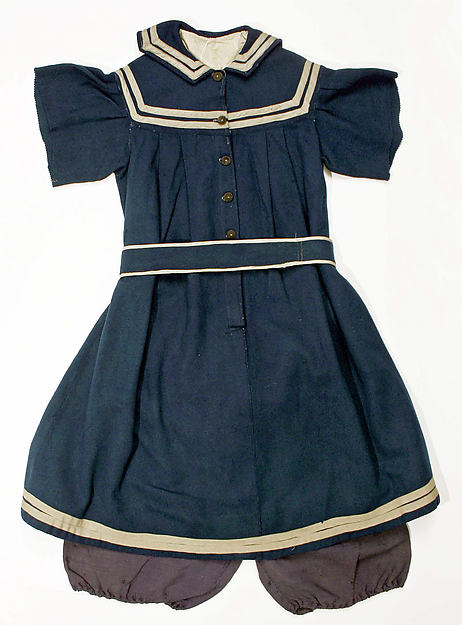
1876년부터 1880년까지 사용된 미국의 수영복.
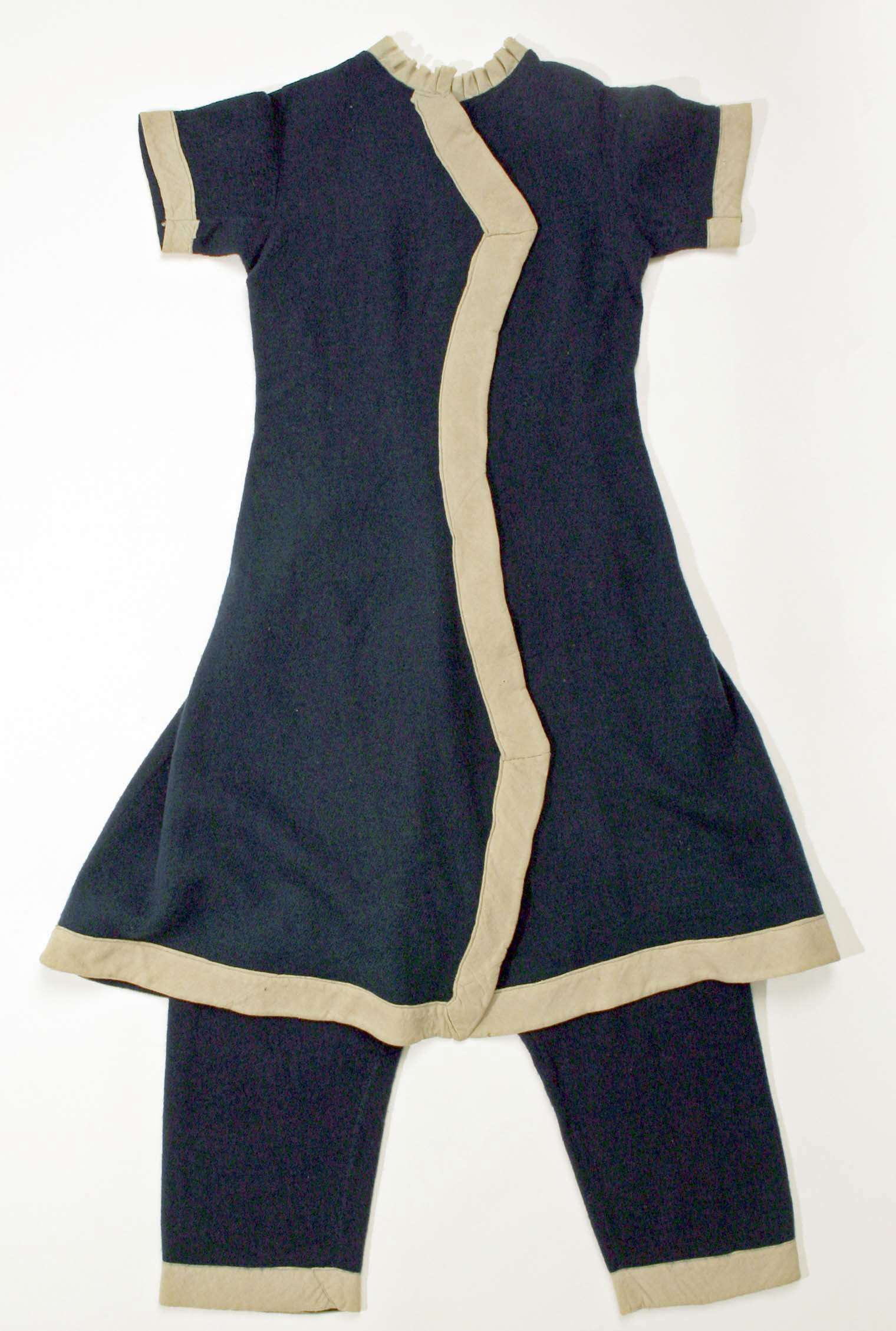
1885년에 사용된 미국의 수영복.
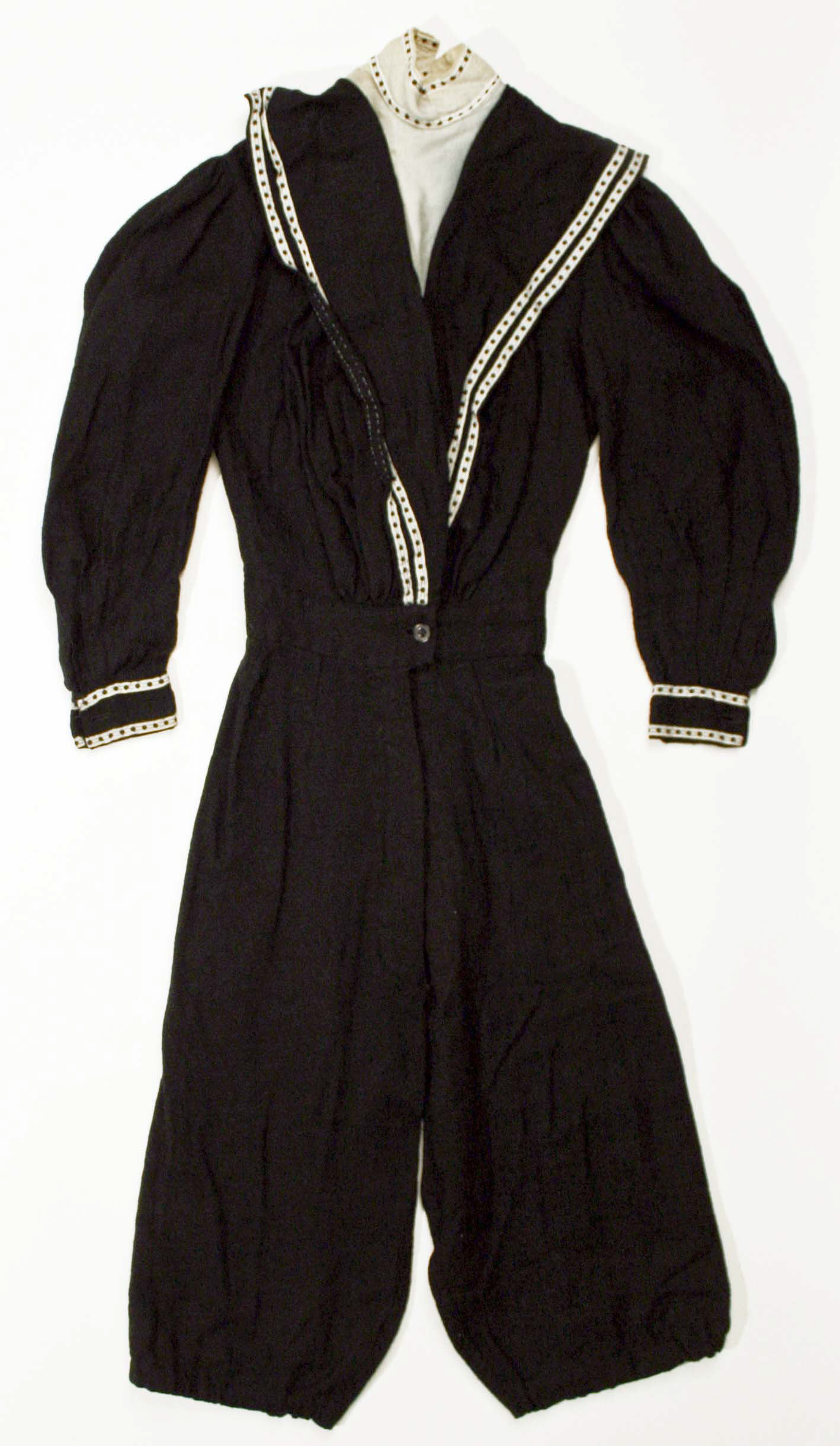
1890년부터 1895년까지 사용된 미국의 수영복.

## 20세기 초반
1907년에 오스트레일리아 출신의 수영 선수인 애넷 켈러먼은 유리 탱크로 다이빙하는 싱크로나이즈드 수영의 한 버전인 "물 속의 발레리나"로 미국을 방문했다. 켈러먼의 수영복은 팔, 다리, 목을 보여주었으며 이는 당시 남성 수영복과 유사했다. 켈러먼은 긴 팔과 다리, 깃을 갖추도록 수트를 변경했으며 그 아래에 드러나는 형태는 그대로 유지했다. 켈러먼은 수영복 라인을 마케팅했고 그의 원피스 수트 스타일은 "애넷 켈러먼"으로 알려지게 되었다. 원피스 수영 타이츠는 1910년까지 유럽 일부 지역에서 여성들에게 받아들여진 수영복 복장이 되었다. 《하퍼스 바자》(Harper's Bazaar)에서는 1920년 6월(55권, 6호, 138쪽)에 "애넷 켈러먼의 수영복은 타의 추종을 불허하는 대담하면서도 항상 세련된 아름다운 착용감을 자랑한다."라고 평가했다. 《하퍼스 바자》는 이듬해인 1921년 6월(54권, 2504권, 101쪽)에는 켈러먼의 수영복에 대해 "완벽한 착용감과 아름다운 유려한 선으로 유명하다."라고 덧붙였다.

## 1910년대
일부 단체의 반대에도 불구하고 폼 피팅 스타일은 인기를 끌었다. 얼마 지나지 않아 수영복이 더 줄어들기 시작했다. 처음에는 팔이 노출되었고 다리는 중간 높이까지 늘어났다. 목선은 목 주위에서 가슴 윗부분까지 늘어났다. 새로운 원단의 개발로 더 편안하고 실용적인 새로운 종류의 수영복이 가능해졌다.
1912년 스톡홀름 하계 올림픽에서 여자 수영 종목이 도입되었다. 1913년에는 미국의 패션 디자이너인 칼 잰츤(Carl Jantzen)이 이 획기적인 사건에 영감을 받아 최초의 기능성 투피스 수영복을 만들었는데 하의가 반바지 모양을 띠고 있고 짧은 소매가 달린 상의가 몸에 꼭 맞는 원피스처럼 연결된 것이 특징이었다. 1912년에 개봉된 《워터 님프》(The Water Nymph)와 같은 미국의 무성 영화에서는 메이블 노먼드가 노출이 심한 옷차림으로 등장했고 맥 세네트는 1915년부터 1929년 사이에 과감한 옷차림을 한 세네트의 목욕하는 미녀들(Sennett Bathing Beauties)이 등장하는 무성 영화를 제작했다. 수영복을 뜻하는 영어 단어인 '스윔수트'(swimsuit)는 1915년에 미국의 스웨터 제조 기업인 잰츤 니팅 밀스(Jantzen Knitting Mills)가 레드 다이빙 걸(Red Diving Girl)이라는 수영복 브랜드를 출시하면서 만들어졌다. 1916년에 뉴욕 매디슨 스퀘어 가든에서 열린 첫 연례 수영복의 날은 수영복의 역사에서 중요한 이정표였다. 초기 수영복 디자인이었던 수영복 앞치마는 1918년경에 사라지고 반바지를 덮는 튜닉한 디자인만이 남게 되었다.

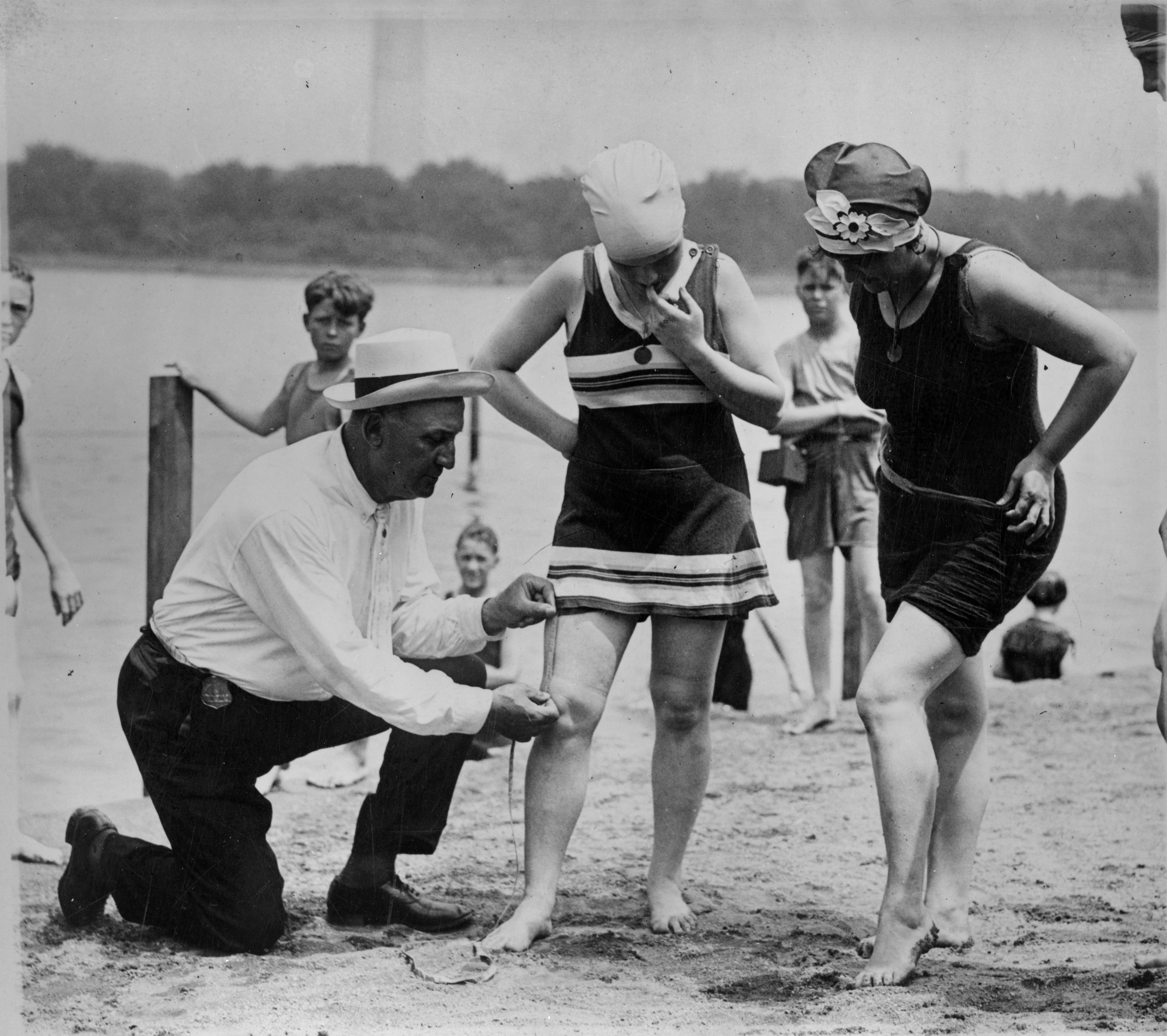
1922년에 미국 워싱턴 D.C.에서 무릎과 수영복 사이의 6인치 길이 규정을 단속하는 경찰관.

공공장소에서의 노출은 초기 수영복 디자인에서 주요 관심사였다. 이는 1912년 스톡홀름 하계 올림픽에서 미국의 여자 수영 선수들이 불참한 주요 요인이었다. 당시 영국의 여자 수영 선수들은 결혼 반지를 통과할 수 있을 정도로 큰 전신 실크 수트를 입었다. 수트는 브래지어와 비키니 스타일을 띤 브리프로 보완되어 젖었을 때 투명해졌다. 초기 올림픽에서는 여성 코치가 드물었고 괴롭힘의 가능성을 더욱 줄이기 위해 여성들은 보호자를 동반했다.
1919년에는 미국의 수영 선수인 에셀다 블라이브트리가 대중 수영장에서 스타킹을 벗은 것이 금지된 수영장에서 '나체 수영'을 한 혐의로 체포되었다. 이 수영장에서는 '목욕을 위해 여성의 하체를 드러내는 것'이 금지되어 있었다. 그 뒤 블라이브트리에 대한 대중의 지지로 인해 스타킹은 여성 수영복의 전통적인 요소로 사용되지 않게 되었다.

## 1920년대

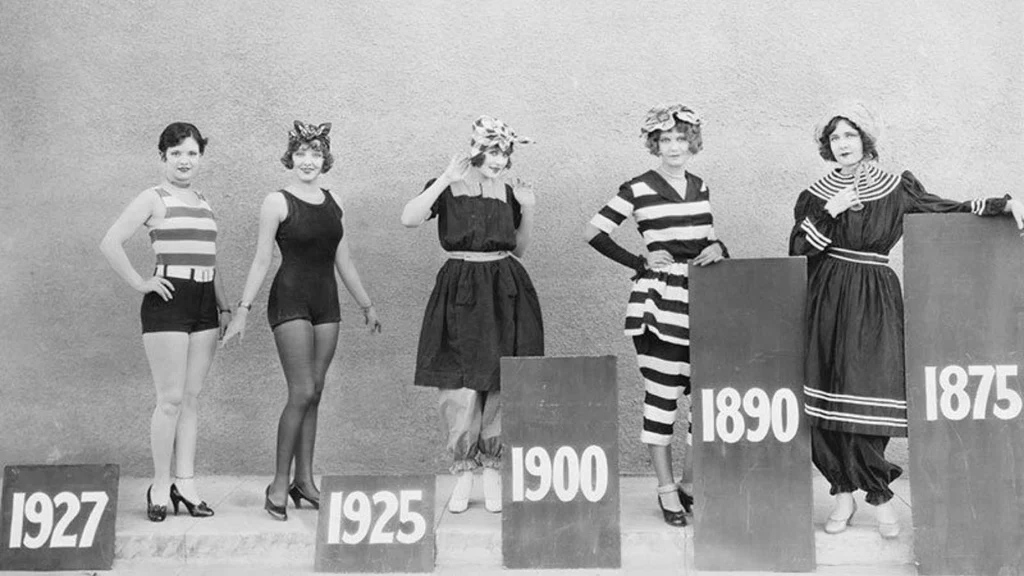
1875년 이후부터 진행된 여성 수영복의 진화를 보여주는 1927년 사진.

1920년대와 1930년대에 들어서 사람들은 목욕탕과 온천에서 '물놀이'보다는 '일광욕'을 즐기기 시작했고 이에 따라 수영복 디자인도 기능적인 측면에서 벗어나 보다 장식적인 요소를 더하는 쪽으로 변화했다. 레이온은 1920년대에 타이트한 핏의 수영복을 만드는 데 사용되었지만 특히 젖은 상태에서는 내구성이 떨어져 문제가 되었고 그 외에도 저지와 견섬유(실크)도 때때로 수영복 제작에 이용되었다.
1920년대에 벌레스크와 보드빌 공연자들은 투피스를 입었다. 1929년 소련 영화 《카메라를 든 사나이》(Man with a Movie Camera)에서는 복부를 드러낸 초기형 투피스 수영복을 입은 러시아 여성들이 등장하는데 일부는 상의를 입지 않은 모습도 보여주었다. 1930년대 독일의 휴가객들을 촬영한 영화에서는 투피스를 입은 여성들이 등장한다. 1928년에는 스피도가 체형에 맞게 최적화된 레이서백 실크 수트를 선보였다.

## 1930년대
1930년대까지 남성들은 수영을 위해 셔츠를 입지 않기 시작했고 1940년대 말에는 맨몸을 드러내는 남성 수영복이 일반화되었다. 여기에는 남성들이 맨몸일 뿐만 아니라 공공의 품위를 충족시키기 위한 수영복을 입는 대회도 포함된다. 맨몸을 드러내는 남성 수영복의 표준화는 프로 복싱과 프로 레슬링과 같은 다른 경쟁 스포츠에도 확장되었다.

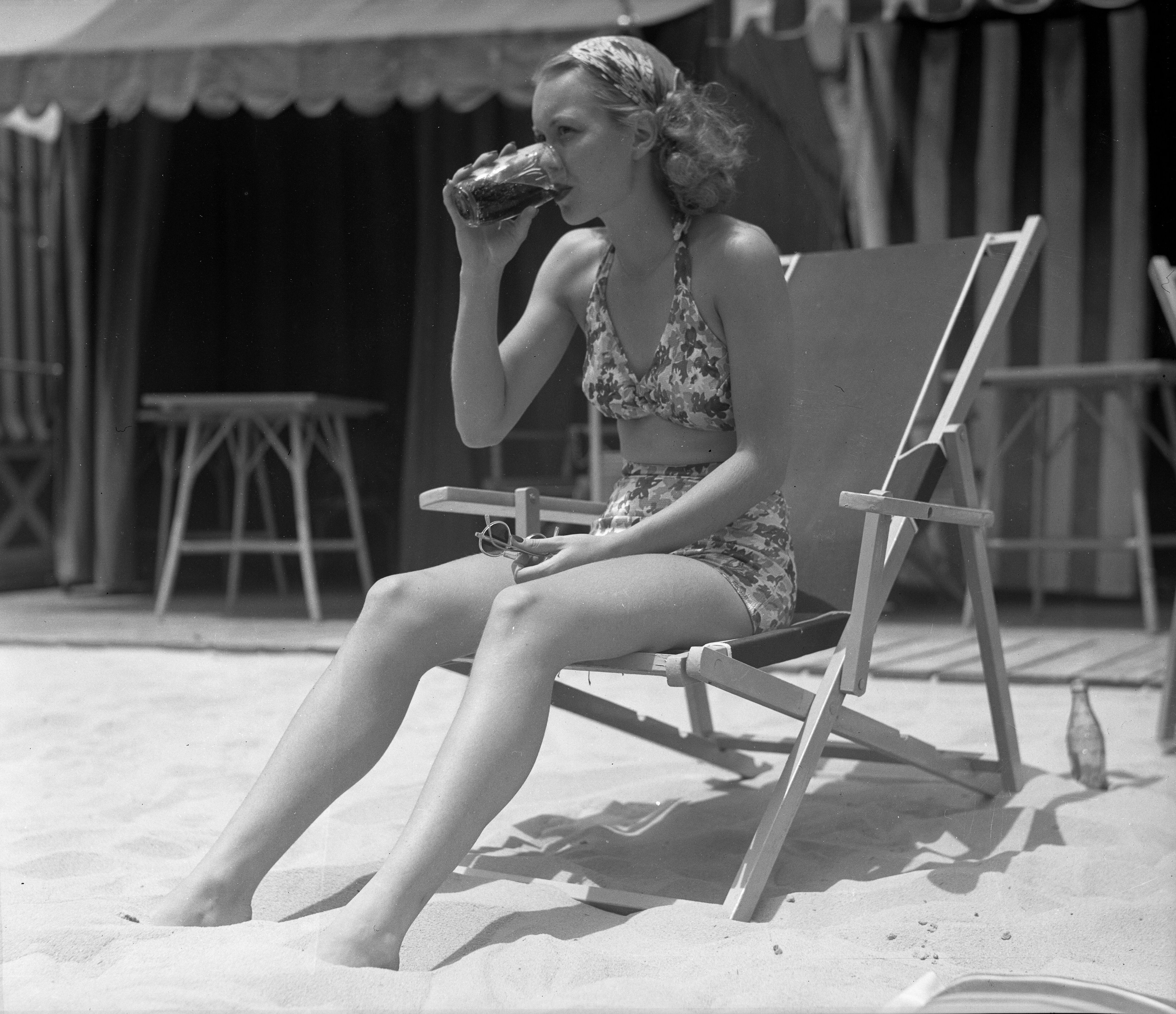
아카데미상을 수상한 여자 배우인 제인 와이먼이 1935년에 미국 캘리포니아주의 해변에서 다리와 허리를 드러낸 투피스 수영복을 입은 모습.

1930년대에 이르러 여성 수영복의 네크라인이 깊게 파이고 소매는 사라졌으며 옆구리는 잘려 나가면서 몸에 꼭 맞게 조여졌다. 1930년대에는 특히 라텍스와 나일론과 같은 새로운 의류 소재가 개발되면서 수영복이 점차 몸에 밀착되는 형태로 변했고 일광욕을 위해 어깨 끈을 내려 입을 수도 있게 되었다. 할리우드는 1949년 영화 《넵툰의 딸》(Neptune's Daughter)에서 '더블 엔텐더'(Double Entendre)와 '허니 차일드'(Honey Child)와 같이 도발적인 이름을 가진 수영복을 입고 등장한 에스터 윌리엄스처럼 글래머 이미지의 배우를 부각시켰다. 윌리엄스는 수영 자유형 100m(1939년) 부문 아마추어 운동 연합 챔피언이자 올림픽 수영(1940년) 결승 진출자였으며 1952년 영화 《백만불의 인어》(Million Dollar Mermaid, 영국에서는 《원피스 수영복》(The One Piece Bathing Suit)이라는 제목으로 개봉됨)에서 켈러먼 역할을 맡기도 했다. 1947년 코티상 수상자이자 뉴욕에 위치한 사립 미술대학인 프랫 인스티튜트의 유명한 졸업생이기도 한 미국의 패션 디자이너인 아델 심프슨(Adele Simpson)은 옷이 편안하고 실용적이어야 한다고 믿었으며 주로 원피스 수영복으로 구성된 그녀의 수영복 라인은 1980년대 초반까지 유행을 이어갔다. 같은 시기에 콜 오브 캘리포니아(Cole of California)라는 이름의 수영복 브랜드는 노출이 심한 이른바 '금지된 수영복'(prohibition suits)에 대한 마케팅을 시작했고 카탈리나 스윔웨어(Catalina Swimwear)에서는 등 부분을 거의 노출하는 수영복 디자인을 선보였다.
코코 샤넬은 일광욕을 유행시켰고 1932년에는 프랑스의 디자이너인 마들렌 비오네가 허리 라인을 노출한 이브닝 드레스를 선보였다. 이러한 스타일은 1년 뒤에 개봉된 영화 《1933년의 황금광들》(Gold Diggers of 1933)에서도 볼 수 있었다. 버스비 버클리가 감독을 맡은 1933년 영화 《풋라이트 퍼레이드》에서는 비키니를 입고 진행하는 수중 안무(아티스틱스위밍)가 등장했다. 도로시 라무어가 주연을 맡은 1937년 영화 《허리케인》(The Hurricane)에서도 투피스 수영복이 등장했다. 1934년에 개봉된 영화 《패션 오브 1934》(Fashions of 1934)에는 현대 비키니와 같은 투피스 의상을 입은 합창단 여성들이 등장했다. 1934년에 미국 국립 레크리에이션 협회(National Recreation Association)에서 진행한 여가 시간 활용 연구에 따르면 수영은 새로운 수영복 디자인이 제공하는 자유로운 움직임을 가능하게 하면서 94가지의 활동 가운데 영화에 이어 2번째로 인기가 높은 여가 활동으로 나타났다. 1935년에는 미국의 디자이너인 클레어 매카델(Claire McCardell)이 마요(maillot) 스타일을 띤 수영복의 측면 부분을 잘라냈는데 이는 비키니의 전신으로 여겨지고 있다. 1938년에 탄력이 있는 면 소재로 만든 주름 잡힌 텔레스코픽 워터수트(Telescopic Watersuit)가 발명되면서 양모 수영복 시대가 막을 내렸다. 1939년경에는 야자수가 그려진 면 선톱(sun-top)과 보통 블라우스 탑과 함께 입는 견섬유나 레이온 파자마가 인기를 끌었다.
1932년 로스앤젤레스 하계 올림픽에 등장한 어깨뼈를 드러낸 스피도 레이서백 실크 수트는 오스트레일리아의 수영 선수인 클레어 데니스의 실격으로 이어질 뻔했지만 1936년에 표준 수영복이 되었다. 한편 1936년 베를린 하계 올림픽에서는 남성 수영 선수들이 맨가슴을 드러낸 수영복을 착용할 수 있었고 1948년 런던 하계 올림픽에서만 길이가 짧은 수영복을 착용할 수 있었다.

## 1940년대
1940년대까지 남성들은 엉덩이부터 어깨까지 몸을 덮는 원피스 수영복을 입었다.
제2차 세계 대전 기간 동안에 군수 물자 생산에는 막대한 양의 면섬유, 견섬유, 나일론, 모섬유, 가죽, 고무가 필요했다. 1942년에는 미국 전시 생산 위원회(War Production Board)는 《L-85 규정》(Regulation L-85)을 발표하며 의류에 사용되는 천연 섬유의 사용을 줄이고 여성 수영복에서 원단의 양을 10% 정도 줄이도록 의무화했다. 규정을 준수하기 위해 수영복 제조 기업들은 허리 라인을 완전히 드러내는 투피스 수영복을 생산했다. 전쟁이 끝난 이후에도 한동안 원단 부족 현상이 계속되었다.
1940년대 후반과 1950년대에 발행된 십대 잡지에는 허리 부분을 드러내는 미드리프(Midriff) 수영복과 상의 디자인이 등장했다. 그러나 미드리프 패션은 해변과 비공식 행사에서만 입는 게 적절하다고 여겨졌으며 공공장소에서 착용하기에는 외설적인 것으로 간주되었다.
이러한 의류의 몸에 꼭 맞는 특성 때문에 1940년대와 1950년대부터 글래머 사진에는 수영복을 입은 사람들이 등장하는 경우가 많았다. 이러한 유형의 글래머 사진은 나중에 매년 발행되는 《스포츠 일러스트레이티드 수영복 특집》에서 대표되는 수영복 사진으로 발전했다. 미인 대회에서는 참가자들도 폼에 맞는 수영복을 입어야 했다.
1943년에 미국 정부가 전시 배급제를 통해 여성용 수영복에 사용되는 원단을 10% 정도 줄이도록 명령하면서 미국에서는 기존의 치마 패널과 기타 여분의 소재가 없는 투피스 수영복이 등장하기 시작했다. 그 무렵 미국 해변에서는 투피스 수영복이 빈번하게 등장했다. 1945년 7월 9일에 발행된 잡지 《라이프》(Life)에서는 프랑스 파리의 여성들이 이와 비슷한 수영복을 입은 모습을 보도했다. 에바 가드너(Ava Gardner), 리타 헤이워스(Rita Hayworth), 라나 터너(Lana Turner)와 같은 할리우드 스타들도 비슷한 수영복을 입었다. 또한 헤이워스와 에스터 윌리엄스의 핀업 걸 사진이 널리 배포되었다. 가장 도발적인 수영복은 상하의 전체 무게가 8온스에 불과한 1946년형 문라이트 부이(Moonlight Buoy)였다. 문라이트 부이의 특징은 하의에 부착된 커다란 코르크 버클로 이 버클로 상의를 묶어 고정해 수영복 상하의가 모두 물에 뜰 수 있도록 설계되어 물놀이 중 나체로 돌아다니더라도 다시 입을 수 있다는 것이 특징이었다. 《라이프》 잡지는 문라이트 부이에 대한 사진 에세이를 게재하면서 "이 수영복의 이름은 물론 누드(나체주의) 수영이 가장 즐거운 야간 환경(moonlight)을 암시한다."고 전했다.

## 1950년대
1940년대, 1950년대, 1960년대 초반의 수영복은 주로 1930년대 초반의 실루엣을 따랐고 제2차 세계 대전 이후에는 여가 시간과 전후의 번화한 리조트와 함께 새로운 옷장과 스타일의 휴가용 수영복이 등장했다. 1951년에는 영국제(Festival of Britain)라는 거대한 축제가 새로운 것과 현대적인 것을 모두 홍보하며 희망을 바탕으로 미래를 향해 선을 그었다. 비치웨어 스타일은 미국과 유럽에서 큰 인기를 끌었지만 이 패션은 프랑스 코트다쥐르 지방에서 시작되었으며 사람들은 이곳을 "그늘진 사람들에게 햇볕이 잘 드는 곳"이라고 평가했다. 1955년에는 콜 오브 캘리포니아(Cole of California)가 디올이 지배했던 초여성적인 룩에 맞춘 유일무이한 수영복 컬렉션을 선보였다. 콜 오브 캘리포니아는 네크라인이 더 잘린 꽃무늬 수영복 시리즈를 디자인했다. 이 디자인은 허리를 조이고 가슴선을 강조한 드레스로 발전했으며 귀걸이, 팔찌, 모자, 스카프, 선글라스, 핸드백 및 커버업으로 장식되었다. 할리우드 영화 배우들에게서 영감을 받은 미국의 여성들, 예를 들어 도리스 데이(Doris Day)는 1952년 2월과 1953년 6월에 각각 '옆집 여자'(girl-next-door) 룩과 젊은 엘리자베스 2세 영국 여왕의 즉위식 및 대관식을 선보였다.
1950년대 초반에 브리지트 바르도가 1952년에 개봉된 영화 《비키니를 입은 여인 마니나》(Manina, la fille sans voiles)에서 입은 비키니라고 부르는 투피스 수영복에 대한 반응에도 불구하고 1950년대의 대부분 여성들은 여전히 원피스 수영복을 입었다. 여성의 해방이 증가하고 미인 대회의 상업적 가능성을 깨닫자 대기업들은 수영복을 입은 예쁜 여성의 사진이 최고의 홍보라고 믿고 제품을 홍보할 수 있는 여성을 찾기 위해 미인 대회를 시작했다. 이러한 대회는 수영복 대신 롬퍼 슈트를 대중화했지만 수영복은 미인 대회의 하이라이트로 남았다.
최초의 비키니(Bikini)는 제2차 세계 대전 직후에 등장했다. 초기 사례는 1920년대 이후 일반적으로 사용된 여성용 두 가지 제품과 크게 다르지 않았지만 가슴 아래에 구멍이 있어 허리를 드러내는 부분이 가능했다. 비키니 환초는 여러 차례 핵무기 실험이 있었던 장소로 관객에게 폭발적인 영향을 미치기 때문에 이름을 따서 명명되었다. 크리스티앙 디오르 외에도 바디 글러브(Body glove)의 밥과 빌 마이스트렐, 서핑 브랜드 오닐(O'Neill)의 로버트와 잭 오닐 등 일부 디자이너들이 수영복 컬렉션을 출시했다. 비키니 이전의 많은 수영복들은 더블 엔텐더(Double Entendre), 허니 차일드(Honey Child, 작은 가슴을 극대화함), 십셰이프(Shipshape, 큰 가슴을 최소화함), 다이아몬드 릴(Diamond Lil, 라인스톤과 레이스로 장식), 스윔 인 밍크(Swimming In Mink, 몸통 전체가 털로 다듬어져 있음), 스피어피셔맨(Spearfisherman, 칼을 휴대하기 위한 로프 벨트로 장식된 무거운 포플린), 보 캐처(Beau Catcher), 리딩 레이디(Leading Lady), 프리티 폭시(Pretty Foxy), 사이드 이슈(Side Issue), 포어캐스트(Forecast), 패뷸러스 핏(Fabulous Fit)과 같은 화려한 이름을 갖고 있었다. 그러나 이 비키니는 1951년에 열린 1번째 미스 월드에서 일어난 미스 스웨덴의 대관식 이후에 금지되었다. 일부 사람들은 비키니가 도덕적으로 "무질서한 것"으로 여겼다. 1950년 유럽에서도 이탈리아 잡지가 비키니를 일광욕 목적으로만 착용하거나 보트에 탑승해야 한다고 규정했다.
《보그》에 따르면 이러한 수영복들은 1950년대 중반까지 "단순히 노출된 상태가 아닌 의복 자체"로서 자리잡게 되었다. 비키니는 1950년대 후반에 영화 스크린에서 화려한 시기를 보내며 큰 영향을 미쳤고 로제 바딤이 감독을 맡은 1956년 영화 《그리고 신은 여자를 창조했다》와 같은 영화에 영감을 주었다. 이 영화는 브리지트 바르도를 주목받게 했으며 셀룰로이드 비키니의 기준이 되었다. 또한 그의 의상은 섹스 심벌에 대한 완전히 새로운 트렌드를 제시했다.
1940년대부터 제조업의 발전으로 수영복은 신축성 없이도 착용할 수 있게 되었고 경쟁적인 수영에도 도움이 되었다. 1950년대 초반에는 스크린 인쇄 기술 외에도 폴리에스터와 아크릴 섬유와 같은 빠른 건조 특성을 가진 다른 합성 소재가 개발되고 있었다. 미국에서는 하와이 제도, 일본에서 영감을 받은 프린트가 자주 사용되었다. 유럽에서는 에밀리오 푸치가 로즈 마리 리드(Rose Marrie Reid) 수영복의 프린트 디자인을 시작하면서 한 세대에 걸쳐 수영복 직물을 옮겼다. 1950년대 후반에는 인공 크롬스펀 아세테이트로 짠 원단인 라스텍스(Lastex)와 같은 새로운 소재가 개발되어 코르셋 스타일을 띤 수영복에 적용되었다.
스피도는 1956년 멜버른 하계 올림픽을 위해 모섬유와 면섬유 수영복을 생산했다. 1956년에 스피도는 나일론을 처음으로 도입한 기업이 되었다.
이 기간 동안에 남성용 수영복은 여성용 수영복과 거의 비슷한 수준으로 발전했으며 반바지의 덮개는 점차 줄어들었다. 레이싱 스타일의 "스피도" 삼각 수영복과 T팬티, G스트링, 비키니 스타일 브리프도 인기를 끌었다. 일반적으로 이러한 수영복은 더 많은 열대 지역에서 더 인기가 있지만 공공 수영장이나 내륙 호수에서도 착용할 수 있는 것이 특징이다.

## 1960년대
1964년에는 미국의 오스트리아 출신 패션 디자이너인 루디 게른라이히가 모노키니(Monokini)를 구상하고 제작했는데 아랫부분이 "허리부터 허벅지 위쪽까지" 걸쳐 있었고 "목 주변에 홀터넥을 만드는 짧은 끈으로 지탱"하는 디자인이었기 때문에 혁신적이고 논란이 많은 디자인으로 여겨졌다.
1964년에는 《스포츠 일러스트레이티드》(Sports Illustrated)의 편집자인 앙드레 라게르(André Laguerre)에 의해 《스포츠 일러스트레이티드 수영복 특집》(Sports Illustrated Swimsuit Issue)이 창간되었다. 그는 패션 기자인 줄 캠벨(Jule Campbell)에게 표지를 포함한 공간을 아름다운 모델로 채우기 위해 촬영을 요청했다. 1964년에 발행된 1번째 특집은 바베트 마치(Babette March)가 등장한 표지와 5쪽 분량의 레이아웃으로 구성되었다. 이 잡지는 비키니를 합법적인 의류로 만든 것으로 알려져 있다. 그 이후로 수영복 특집은 잡지의 가장 큰 판매 특집호가 되었으며 패션 및 모델 업계에서도 주요 크로스오버 간행물이 되었다.

## 1970년대
스피도는 1970년대에 스판덱스(Spandex)를 수영복에 추가하여 탄성, 내구성을 향상시키고 물의 저항을 줄였다. 1972년 뮌헨 하계 올림픽 수영에서 나온 22개의 기록 가운데 21개는 나일론, 스판덱스 수트를 사용하면서 깨졌다.
1972년 뮌헨 하계 올림픽에서 동독의 수영 선수들은 체형을 잘 따르는 수영복인 일명 '스킨수트'(Skinsuits)를 채택했다. 이 수영복은 처음에는 면섬유로 만들어졌으며 젖었을 때 거의 투명해졌다. 드러나는 모양과 투명성은 미국의 수영 선수들 사이에서 분노를 불러일으켰고 1973년 세계 수영 선수권 대회에서 동독의 여자 수영 선수들은 14개 종목 가운데 10개 종목에서 우승하며 7개의 세계 신기록을 세웠다. 이러한 선수권 대회는 전 세계가 새로운 합성 소재로 수정된 스킨수트를 표준 경쟁 수영복으로 채택하는 전환점이 되었다.

## 1980년대
1985년에는 미국의 오스트리아 출신 패션 디자이너인 루디 게른라이히가 여성의 음모를 드러내지만 상대적으로 덜 알려진 수영복인 퓨비키니(Pubikini)를 공개했다. 퓨비키니는 여성의 엉덩이(엉덩 부위와 둔부)를 감싸안지만 음모를 노출시키는 작은 천 조각으로 구성되어 있기 때문에 작은 V자형 천 조각과 인체를 완전히 해방시키는 걸작(Pièce de résistance)으로 묘사된다. 이 천 조각은 끈 스타일의 바닥이 특징이며 앞쪽은 여성의 치구 아래로 떨어지는 작은 V자형 천 조각으로 여성의 음모를 드러낸다. 이 디자인은 게른라이히가 사망하기 4주 전에 공개된 마지막 패션 디자인이기도 하다.

## 1990년대
탱키니(Tankini)와 믹스 앤 매치(mix-and-match) 수영복의 개념은 1990년대 후반 수영복의 2가지 주요 혁신이었다. 미국의 수영복 거물인 디자이너 앤 콜(Anne Cole)이 이 스타일의 창시자였다. 수십 년 만에 여성 수영복 디자인의 1번째 주요 혁신으로 칭송받는 이 투피스 탱키니는 비키니의 자유로움과 원피스 수영복의 더 소박한 커버력을 결합하여 수영복 시장의 거의 1/3을 빠르게 장악했다. 수영복 시장의 격차를 좁히기 위한 탱키니의 인기는 주로 콜이 수영복에 대한 여성들의 불안감을 활용한 데서 비롯되었다. 도입 후 몇 년 동안 탱키니는 스타일과 범위가 다양해졌고 랠프 로런, 도나 캐런, 노티카, 캘빈 클라인과 같은 유명 디자이너들도 추가로 합류했다.
남성들에게는 이 시대에 길고 헐렁한 반바지 수영복이 인기를 끌었으며 밑단이 무릎까지 닿는 경우가 많았다. 흔히 보드쇼츠(Boardshorts)와 스윔 트렁크(Swim trunks, 수영 트렁크)라고 불리는 이 반바지는 일반 반바지보다 더 낮게 엉덩이에 착용하는 것이 특징이다.

## 2000년대
2005년에 불교도들이 수영복 제조 업체인 온데이드 마(Ondade Mar)와 란제리 대기업인 빅토리아 시크릿(Victoria's Secret)이 불교 도상학이 그려진 탱키니를 판매한 것에 불만을 제기하면서 논란이 발생했다. 같은 해에 나이키에서 출시한 유방암 인식 수영복 컬렉션에는 4가지 종류의 서로 탱키니 컷이 등장했다.
2000년에는 스피도가 상어 피부를 모방한 패스트스킨(Fastskin) 수트 시리즈를 출시했다. 이 수영복의 표면에는 전통적인 소재보다 약 3% 더 효율적으로 물을 수영 선수의 몸 위로 전달하는 돌기와 융기가 있었다. 이 수영복은 목부터 발목, 손목까지 대부분의 몸을 덮고 있으며 특정 수영 동작에 최적화되어 일부 신체 부위를 압박하고 다른 신체 부위에 더 많은 자유를 부여했다. 이 수영복은 2000년 시드니 하계 올림픽에서 승인되어 83%의 메달을 획득하는 데에 기여했다. 다음 올림픽을 위하여 패스트스킨 수트와 비슷한 수영복이 TYR 스포츠에서 개발되었지만 국제 수영 연맹(FINA)의 승인을 받지 못했다.
국제 수영 연맹은 2009년 7월에 2010년부터 경기 종목에서 비직물 수영복 착용을 금지하기로 투표했다. 이 새로운 정책은 수영복의 성능 향상과 관련된 문제를 해결하기 위해 시행되었으며 이는 수영 선수들의 정확한 성능 측정 능력을 저해한다. 그 뒤에 나온 새로운 규정에 따르면 남성용 수영복은 배꼽에서 무릎까지, 여성용 수영복은 어깨에서 무릎까지 최대한 덮을 수 있다고 한다.

## 같이 보기
- 비키니의 역사

### 내용주
1. 1 2 3  Byrde, Penelope (1987년). “That Frightful Unbecoming Dress: Clothes for Spa Bathing at Bath”. 《Costume》 (영어) 21 (1): 48–49. doi:10.1179/cos.1987.21.1.44. ISSN 0590-8876.
2. 1 2 3 4 5 6  Claudia B. Kidwell, Women's Bathing and Swimming Costume in the United States, Smithsonian Institution Press, City of Washington, 1968
3. ↑  Smollett, Tobias George (1906년). 《The Expedition of Humphry Clinker》 (영어). New York: The Century Company. 38–39쪽.
4. ↑  Cinder, Cec (1998년). 《The Nudist Idea》 (영어). Ultraviolet Press. 333쪽. ISBN 978-0-9652085-0-5.
5. 1 2  Herbert Sanchez, A Brief History Of Bathing Suits, Article Garden
6. ↑  “Bathing - Jane Austen at the seaside”. 《jasa.net.au》 (영어). 2013년 5월 14일에 원본 문서에서 보존된 문서.
7. 1 2  Sydelle, John. “The Swimsuit Industry”. Chron. 2013년 8월 29일에 확인함.
8. ↑  Conor, Liz (2004년). 《The spectacular modern woman: feminine visibility in the 1920s》 (영어). Indiana University Press. 152쪽. ISBN 0-253-34391-7.
9. 1 2  Hoover, Elizabeth D. (2006년 7월 5일). “60 Years of Bikinis”. 《American Heritage Inc.》. 2007년 9월 9일에 원본 문서에서 보존된 문서. 2007년 11월 13일에 확인함.
10. ↑  “The Beginning History of Swimwear”. 《Global Intimate Wear》. 2012년 8월 7일. 2015년 9월 23일에 원본 문서에서 보존된 문서.
11. ↑  Jean Preer (Spring 1990). “The Postmaster General and "The Magazine for Men"”. 《Prologue Magazine》 (U.S. National Archives and Records Administration) 23 (1): 1.
12. 1 2  “History of the Bikini”. 《Carnival》.
13. ↑  Shelton, Sandi Kahn (4 August 2012) Women swimmers bucked tide of sexism to compete in Olympics 100 years ago; SCSU librarian's book says competition deemed 'too unfemale' (video). nhregister.com
14. ↑  Manning, Jo (11 August 2008) First champ 'would be thrilled'. BBC
15. ↑  "“Ethelda Bleibtrey”. 《Encyclopædia Britannica》 (영어). 2012년. 2012년 11월 30일에 확인함.
16. ↑  Kadolph, Sara J.; Langford, Anna L. (2001년). 《Textiles》 9판. Prentice Hall. ISBN 0-13-025443-6.
17. ↑  “Vintage Swimwear Timeline”. Glamoursurf.com. 2013년 8월 29일에 확인함.
18. 1 2  The Bikini, Metropolitan Museum of Art
19. 1 2 3  “Our History”. 《speedo.com.au》 (영어). 2014년 6월 22일에 원본 문서에서 보존된 문서.
20. ↑  Daily News, p. 6
21. ↑  Meagan Hess. “Skirting the Skirts at the Bathing Beach” (영어). Xroads.virginia.edu. 2006년 9월 6일에 원본 문서에서 보존된 문서. 2013년 6월 15일에 확인함.
22. 1 2 3  Sandhu, David (2003년 8월 4일). “Nottingham: Bathed in nostalgia”. 《The Telegraph》 (영어) (London).
23. ↑  THE 1930s: Sports: Overview, Novel Guide
24. ↑  Esther Williams, Everything2
25. ↑  Anzovin, Steven; Podell, Janet (2000년). 《Famous First Facts》 (영어). H.W. Wilson. 51쪽. ISBN 0-8242-0958-3.
26. ↑  Kimball, Gayle (1981년). 《Women's Culture: The Women's Renaissance of the Seventies》 (영어). Scarecrow Press. 141쪽. ISBN 0-8108-1455-2.
27. ↑  Kathleen Morgan Drowne; Patrick Huber (2004년). 《The 1920s》 (영어). Greenwood Publishing Group. 104쪽. ISBN 0-313-32013-6.
28. ↑  “Fashions of 1934 (1934) – IMDb”. 《IMDb》.
29. ↑  Critchell, Samantha (2006년 5월 28일). “Little wonder that bikinis have fit in almost from the start”. 《The San Diego Union-Tribune》. 2008년 12월 25일에 원본 문서에서 보존된 문서.
30. ↑  〈Dennis, Clara (Clare) (1916–1971)〉. 《Australian Dictionary of Biography Online》 (영어). Australian National University. 2011년 1월 15일에 확인함.
31. ↑  Daily News, p. 7
32. ↑  Daily News, p. 8
33. ↑  Daily News, pp. 1, 5
34. ↑  “World War II”. 《The Price of Freedom: Americans at War》. Smithsonian Institution. 2013년 8월 30일에 확인함.
35. 1 2  History Channel. “Bikini Introduced”. 《This Day in History》. 2009년 4월 19일에 원본 문서에서 보존된 문서.
36. ↑  “Bikini”. 《Fashion Encyclopedia》. 2013년 8월 30일에 확인함.
37. ↑  Claudia Mitchell; Jacqueline Reid-Walsh (2008년). 《Girl Culture: Studying girl culture : a readers' guide Volume 1 of Girl Culture: An Encyclopedia》. ABC-CLIO. 702쪽. ISBN 9780313339097.
38. ↑  James Kitchling, "Short History of Bikinis and Swimsuits", Articles Central, 2008년 8월 2일
39. 1 2  William Oscar Johnson (1989년 2월 7일). “In The Swim”. 《Sports Illustrated》 (영어). 2009년 2월 15일에 원본 문서에서 보존된 문서.
40. 1 2 3 4  Stevenson, N. J. (2012). Fashion: A visual history from regency & Romance to retro & revolution. New York: The Ivy Press Limited.
41. 1 2 3 4 5 6 7 8  Kennedy, Sarah (2010). 《The Swimsuit: A History of Twentieth-century Fashions》 (영어). Carlton Books. ISBN 978-1-84732-382-8.
42. 1 2  Daniel Delis Hill (2007년). 《As Seen in Vogue》 (영어). Texas Tech University Press. 63쪽. ISBN 0-89672-616-9.
43. ↑  Laver, J. (2012). Costume and fashion: A concise history. London: Thames & Hudson Ltd.
44. ↑  Daily News, pp. 9, 12
45. 1 2  Alac, Patrik (2012년). 《Bikini Story》 (영어). Parkstone International. 68쪽. ISBN 978-1780429519.
46. ↑  “Bikini Styles: Monokini” (영어). Everything Bikini. 2005년. 2012년 7월 29일에 원본 문서에서 보존된 문서. 2013년 1월 13일에 확인함.
47. ↑  Nangle, Eleanore (1964년 6월 10일). “Topless Swimsuit Causes Commotion”. 《Chicago Tribune》 (영어). 2015년 8월 20일에 확인함.
48. ↑  Hoover, Elizabeth D. (2006년 7월 5일). “60 Years of Bikinis”. 《American Heritage Inc》 (영어). 2007년 9월 9일에 원본 문서에서 보존된 문서. 2007년 11월 13일에 확인함.
49. ↑  Mendelsohn, Aline (2006년 7월 23일). “The bikini celebrates 60 years”. 《Lincoln Journal Star》 (영어). 2008년 7월 6일에 원본 문서에서 보존된 문서. 2007년 11월 13일에 확인함.
50. ↑  “Confessions of a Sportswriter - 03.29.10 - SI Vault” (영어). 2010년 3월 29일. 2010년 3월 29일에 원본 문서에서 보존된 문서. 2024년 7월 3일에 확인함.
51. ↑  “SI's swimsuit issue was created 25 years ago to fill a - 02.07.89 - SI Vault” (영어). 2012년 10월 14일에 원본 문서에서 보존된 문서.
52. ↑  Campbell, Jule (1974년 8월 12일). “Light, Tight And Right For Racing”. 《Sports Illustrated》. 2013년 2월 5일에 원본 문서에서 보존된 문서.
53. ↑  Elizabeth Gunther Stewart; Paula Spencer; Dawn Danby (2002년). 《The V Book: A Doctor's Guide to Complete Vulvovaginal Health》 (영어). Bantam Books. 104쪽. ISBN 0-553-38114-8.
54. 1 2  overzero.com. “Metroland” (영어). 2012년 7월 29일에 원본 문서에서 보존된 문서. 2012년 11월 12일에 확인함.
55. ↑  “Catalog adds options for overweight girls Article 1 of 1 found”. 《Denver Post》 (영어). 1992년 1월 2일.
56. ↑  Ellen Shultz, 편집. (1986년). 《Recent acquisitions: A Selection, 1985-1986》 (영어). New York: Metropolitan Museum of Art. 48쪽. ISBN 978-0870994784.
57. ↑  Elizabeth Gunther Stewart; Paula Spencer; Dawn Danby (2002). 《The V Book》 (영어). Bantam Books. 104쪽. ISBN 0553381148.
58. ↑  Klaus Honnef; Helmut Newton; Carol Squiers (2004년). 《Portraits: Photographs from Europe and America》. Schirmer. 21쪽. ISBN 382960131X.
59. ↑  Cathy Horn (1991년 11월 17일). “Rudi Revisited”. 《The Washington Post》 (영어). 3면.
60. ↑  Steele, Valerie (2005년). 《Encyclopedia of Clothing and Fashion》 (영어). Charles Scribner's Sons. 255쪽. ISBN 0-684-31397-9.
61. ↑  Homan, Becky (1999년 4월 3일). 《Tankini goes over the top》 (영어). St. Louis Post-Dispatch. 42쪽. 2018년 7월 7일에 원본 문서에서 보존된 문서. 2025년 1월 7일에 확인함.
62. ↑  Avery, Laura (2007년). 《Newsmakers '07: Cumulation》 (영어). Thomson Gale. 117쪽. ISBN 0-7876-8091-5.
63. ↑  Rose Apodaca Jones (2001년 4월 23일). 《Five decades in the swim - WWD》 (영어). Fairchild Publications.
64. ↑  Laura Avery; Thomson Gale (2007년). 《Newsmakers: Cumulation》. Thomson Gale. 118쪽. ISBN 0-7876-8091-5.
65. ↑  Quinn, Bridget (2005년 6월 22일). “Stickline: Swimsuit Fashion for Women”. 《Washington Post》 (영어).
66. ↑  Nakamura, Lisa (2007년). 《Digitizing Race》 (영어). University of Minnesota Press. 186쪽. ISBN 0-8166-4613-9.
67. ↑  Critchell, Samantha (2005년 9월 29일). “Floridian: Cancer charities pink at heart”. 《St. Petersburg Times》 (영어). 2005년 10월 30일에 원본 문서에서 보존된 문서.
68. ↑  “A revolutionary swimsuiturl=http://www.epo.org/learning-events/european-inventor/finalists/2009/fairhurst.html”. 《European Patent Office》 (영어). 2009년. 2013년 3월 12일에 원본|보존url=은 |url=을 필요로 함 (도움말)에서 보존된 문서.
69. ↑  Sean, Murphy (2000년 4월 19일). “Fastskin fastalk: hype or help?”. 《abc.net.au》 (영어). |보존url=은 |보존날짜=를 필요로 함 (도움말)에 원본 문서에서 보존된 문서.
70. ↑  Daily News, p. 14
71. ↑  Nasr, Susan L. “Can a swimsuit make you swim faster?”. 《science.howstuffworks.com》 (영어). 2009년 9월 25일에 원본 문서에서 보존된 문서.
72. ↑  Nasr, Susan L. “Can a swimsuit make you swim faster?”. 《science.howstuffworks.com》 (영어). 2009년 9월 25일에 원본 문서에서 보존된 문서.
73. ↑  “TYR Appeals Ban of Arm Bands”. 《collegeswimming.com》 (영어). 2004년 6월 8일. 2008년 9월 7일에 원본 문서에서 보존된 문서.
74. ↑  Administrator. “Fédération Internationale de Natation - fina.org - FINA General Congress”. 《fina.org》 (영어). 2015년 9월 23일에 원본 문서에서 보존된 문서.
75. ↑  “FINA bans hi-tech suits from 2010”. 《BBC》 (영어). 2009년 7월 31일.

### 참고주
- Victoriana Magazine 보관됨 2008-01-06 - 웨이백 머신
- CNN - 1
- CNN - 2
- BBC - 1
- BBC - 2
- CBS News
- MNN